# KF Vitia
KF Vitia (alb. Klubi Futbollistik Vitia, serb. cyr. Фудбалски клуб Витиа) – kosowski klub piłkarski z siedzibą w Vitinie.

## Historia
Chronologia nazw:
- 2010: KF Vitia

Klub piłkarski KF Vitia został założony w miejscowości Vitina w 2010 roku. W sezonie 2010/11 przyłączył się do ligi Liga e Dytë, w której zajął 1.miejsce w grupie B, awansując na zaplecze Superligi. W debiutowym sezonie zajął 11.miejsce. W następnym zajął spadkowe 15.miejsce i spadł do drugiej ligi. W sezonie 2014/15 powrócił do Liga e Parë.

## Sukcesy

### Trofea międzynarodowe
Nie uczestniczył w rozgrywkach europejskich (stan na 31-05-2019).

### Trofea krajowe
| \| \| Zdobyte trofea w rozgrywkach Kosowa (stan na: 31-05-2019) \| |                                                           |      |                  |
| Rozgrywki                                                          | Osiągnięcie                                               | Razy | Sezon(y)         |
| Mistrzostwo                                                        | I miejsce                                                 | 0    |                  |
| Mistrzostwo                                                        | II miejsce                                                | 0    |                  |
| Mistrzostwo                                                        | III miejsce                                               | 0    |                  |
| Puchar                                                             | zdobywca                                                  | 0    |                  |
| Puchar                                                             | finalista                                                 | 0    |                  |
| Puchar                                                             | 1/8 finału                                                | 2    | 2011/12, 2019/20 |
| II liga                                                            | I miejsce                                                 | 0    |                  |
| II liga                                                            | II miejsce                                                | 0    |                  |
| II liga                                                            | III miejsce                                               | 0    |                  |
| II liga                                                            | 5.miejsce                                                 | 1    | 2018/19          |
| Kosowo                                                             | Zdobyte trofea w rozgrywkach Kosowa (stan na: 31-05-2019) |      |                  |

- Liga e Dytë e Kosovës
  - mistrz (2x): 2010/11 (gr.B), 2014/15 (gr.B)

## Poszczególne sezony

### Rozgrywki krajowe
| \| Kosowo \| Bilans występów klubu w rozgrywkach piłkarskich Kosowa (Stan na 31 maja 2019 r.) \| \| |                                                                                  |        |       |   |   |   |    |    |     |                    |        |        |      |
| Poziom                                                                                              | Rozgrywki                                                                        | Sezony | Mecze | Z | R | P | B+ | B– | Pkt | Lata               | Awanse | Spadki | Naj. |
| II                                                                                                  | Liga e Parë e Kosovës                                                            | 7      |       |   |   |   |    |    |     | 2011-2013, od 2015 | 0      | 1      | 5    |
| III                                                                                                 | Liga e Dytë e Kosovës                                                            | 3      |       |   |   |   |    |    |     | 2010/11, 2013-2015 | 2      | 0      | 1    |
| Kosowo                                                                                              | Bilans występów klubu w rozgrywkach piłkarskich Kosowa (Stan na 31 maja 2019 r.) |        |       |   |   |   |    |    |     |                    |        |        |      |

## Struktura klubu

### Stadion
Klub rozgrywa swoje mecze domowe na stadionie Vitia w Vitinie, który może pomieścić 3000 widzów.

### Inne sekcje
Klub prowadzi drużyny dla dzieci i młodzieży w każdym wieku.

## Kibice i rywalizacja z innymi klubami

### Rywalizacja
Największymi rywalami klubu są inne zespoły z okolic.

### Derby
- KF Drita Gnjilane
- KF Gjilani